# Gary Holt
Gary Wayne Holt (Richmond, California, 4 de mayo de 1964) es un músico estadounidense.
Es el guitarrista principal, compositor y actual líder de la banda de thrash metal Exodus. Se incorporó, además, a Slayer durante el 2011 para sustituir temporalmente a Jeff Hanneman en las presentaciones en vivo. Finalmente, se unió de manera oficial a esta última banda luego de la muerte de Hanneman en 2013.

## Biografía
Después de que el guitarrista Tim Agnello abandonara Exodus en 1981 , Gary Holt se unió a la banda y ha sido el principal compositor y el miembro más antiguo del grupo desde entonces. Después de que Kirk Hammett se uniera a Metallica, Holt mantiene la banda en marcha y durante muchos años. Holt es el único miembro de Exodus que ha participado en cada álbum.
Gary usa guitarras ESP y cuenta con su propio modelo de guitarra a través de ellos, la GH600. Anteriormente utilizaba una Ibanez, una BC Rich, una Jackson Guitars y, hasta 2014, Schecter Guitars. En octubre de 2008, Holt lanzó un vídeo instructivo de guitarra llamado "A Lesson In Guitar Violence". En 2009, produjo el segundo álbum de Warbringer, Waking into Nightmares.
El 12 de febrero de 2011, se anunció que Holt remplazaría  temporalmente a Jeff Hanneman en la banda Slayer. Holt también tocó con Slayer para el Big 4 Concierto en Indio California el 23 de abril de 2011, así como la Fun Fun Fun Fest de Austin, Texas, el 6 de noviembre de 2011.
El 2 de mayo de 2013, tras la muerte de Jeff Hanneman, Holt se unió oficialmente a Slayer con la condición de trabajar al mismo tiempo con su banda Exodus. Permaneció con la banda hasta su separación, luego de la conclusión de su gira de despedida 2018-2019. También grabó pistas de guitarra en el álbum Repentless de Slayer de 2015, pero no tuvo ninguna contribución escrita en el álbum, a excepción de los solos de guitarra.

## Influencias musicales

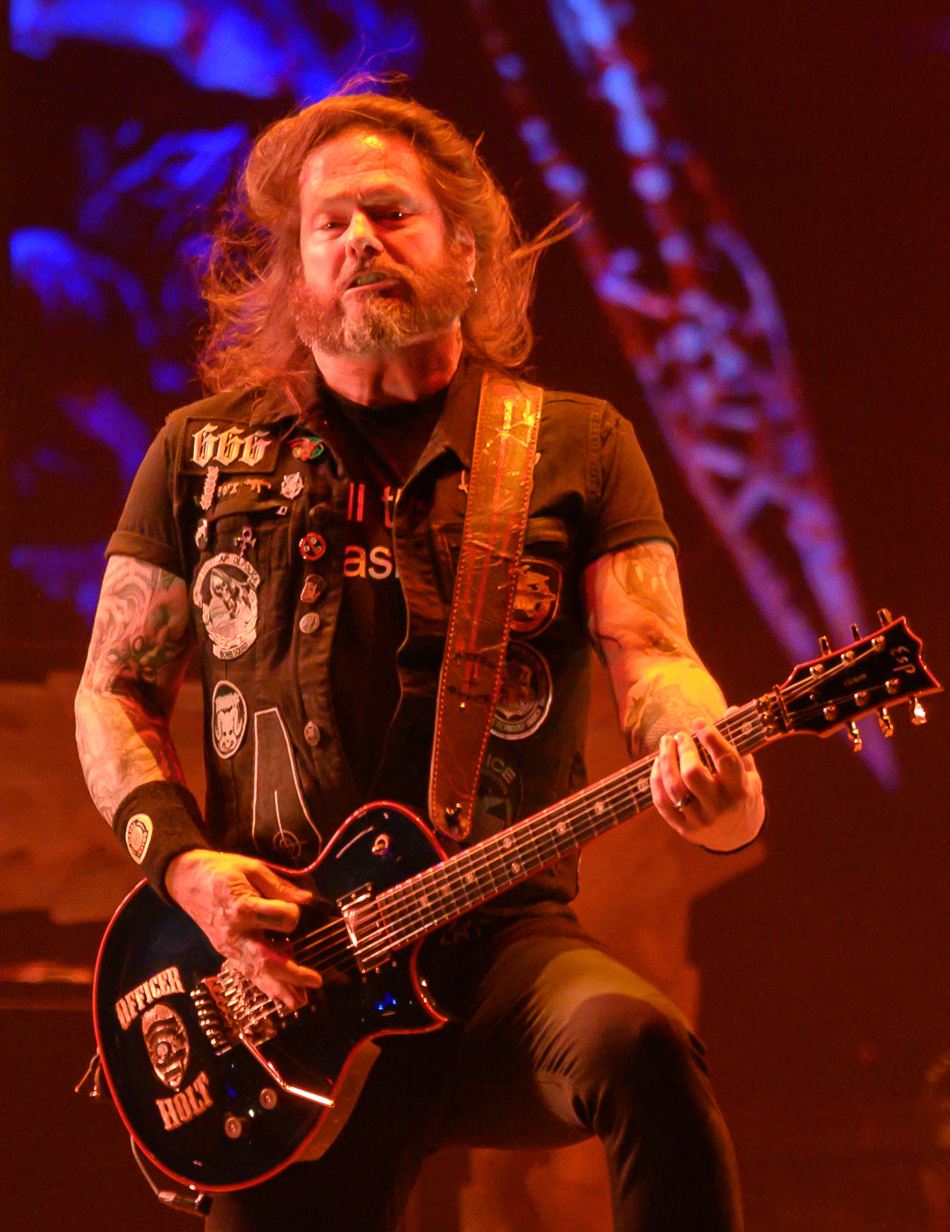
Rock im Park 2019, Slayer

Las principales influencias de guitarra de Holt son Ritchie Blackmore, Michael Schenker, Angus Young, Tony Iommi, Uli Jon Roth y Ted Nugent. Sus bandas favoritas son Venom, Motörhead, Van Halen, Black Sabbath, y además Iron Maiden y Judas Priest.

## Vida personal
Gary Holt está casado con Lisa Perticone y tiene 2 hijas. Lisa Perticone tiene una hija adolescente. Los dos están actualmente viviendo en Pinole, California.
Fuera de la música, Holt disfruta de películas extranjeras y de la época. También es un ávido observador de noticias de canales de cable, de un gran interés en la política estadounidense. Según Holt, la pista "War is my Shepherd" del álbum "Tempo of the Damned" es un tratado de los Estados Unidos "a favor de dios" y la "pro-guerra", y como la postura y la forma en que siente las dos creencias son incompatibles entre sí.
Holt votó a favor de Barack Obama en la elección presidencial de 2008, y declaró:

"Yo tenía un gran respeto por McCain , pero me di cuenta que después de la derrota sucia que sufrió a manos de George W. Bush en las primarias de Carolina del Sur en las elecciones (2000) que sólo puede ser elegido si juega con la táctica de Karl Rove. Es sólo una mentira desacreditado tras otro. Él es el tipo de persona que le dirá que el cielo es rojo, miras hacia arriba y es azul, y no va a admitir que está equivocado. Está jugando a una política sucia. Palin es aterradora, la idea de esta señora es un ataque al corazón lejos de tener los códigos nucleares. Está loca y ella es tonta".

En las elecciones de 2004, Holt respondió por John Kerry, pero admitió:

"... Son todos ladrones sucios, todos los políticos. Pero por lo menos (Kerry) no era un cobarde. Él luchó en Vietnam, mientras que George W. Bush Jr. era un insumiso".

En 2017, se refirió al presidente Donald Trump como un "mentiroso en serie" y una "vergüenza para este país, este mundo y todos los que viven en él".
Él es ateo y en octubre de 2017 se declaró vegano.

## Discografía
- 1982 Demo - 1982
- Bonded By Blood - 1985
- Pleasures of the Flesh - 1987
- Fabulous Disaster - 1989
- Impact Is Imminent - 1990
- Good Friendly Violent Fun - 1991
- Lessons in Violence - 1992
- Force of Habit - 1992
- Another Lesson in Violence - 1997
- Tempo of the Damned - 2004
- Shovel Headed Kill Machine - 2005
- The Atrocity Exhibition... Exhibit A - 2007
- Let There Be Blood - 2008
- Warbringer - Waking into Nightmares (Productor) - 2009
- Exhibit B: The Human Condition - 2010

- Persona non grata - 2021

### Slayer
- Repentless - 2015